# Cómplices al rescate: El gran final
Cómplices Al Rescate: El Gran Final es la tercera banda sonora de la telenovela mexicana Cómplices al rescate, lanzado en México por la discográfica Sony BMG.

## Información
El álbum contiene la música de la telenovela presentada por el reparto, incluyendo a Daniela Luján, Martín Ricca, Fabián Chávez y los "Cómplices": Alex Speitzer, Ramiro Torres, Vadhir Derbez, Martha Sabrina, Dulce María López y Diego Amozurrutia.

## Lista de canciones
| N.º | Título                    | Escritor(es)                                                      | Intérprete(s)                           | Duración |  |
| 1.  | «Cómplices Al Rescate»    | Christina Abaroa, Alejandro Abaroa, Pablo Aguirre                 | Daniela Luján, Martín Ricca & Cómplices | 2:57     |  |
| 2.  | «Locos De Amor»           | Christina Abaroa, Alejandro Abaroa, Pablo Aguirre, Salvador Núñez | Daniela Luján & Martín Ricca            | 3:38     |  |
| 3.  | «Alcanzar La Libertad»    | Alejandro Abaroa, Jesús Flores "La Bota"                          | Cómplices                               | 3:36     |  |
| 4.  | «No Tardes Más»           | Christina Abaroa                                                  | Daniela Luján                           | 4:09     |  |
| 5.  | «Es Tiempo De Amar»       | Christina Abaroa, Alejandro Abaroa, Pablo Aguirre, Salvador Núñez | Daniela Luján & Cómplices               | 3:23     |  |
| 6.  | «El Ritmo De La Vida»     | Christina Abaroa, Alejandro Abaroa, Pablo Aguirre                 | Daniela Luján, Martín Ricca & Cómplices | 4:19     |  |
| 7.  | «Amistad»                 | Alejandro Abaroa, Héctor Buquet Corleto, Jorge Alberto Nazar      | Daniela Luján, Martín Ricca & Cómplices | 2:46     |  |
| 8.  | «No Me Rompas El Corazón» |                                                                   | Martín Ricca                            | 3:30     |  |
| 9.  | «La Fuerza De La Amistad» | Alejandro Abaroa, Jesús Flores "La Bota"                          | Martín Ricca & Cómplices                | 3:05     |  |
| 10. | «Ven Conmigo»             | Christina Abaroa, Alejandro Abaroa, Pablo Aguirre, Salvador Núñez | Daniela Luján, Martín Ricca & Cómplices | 4:03     |  |

## Posicionamiento
| Año  | Listas                                      | Posición |
| ---- | ------------------------------------------- | -------- |
| 2002 | U.S. Billboard Top Latin Albums             | 34       |
| 2003 | U.S. Billboard Latin Pop Albums             | 15       |
| 2003 | U.S. Billboard Top Latin Albums             | 34       |
| Año  | Sencillos                                   | Posición |
| 2002 | U.S. Billboard Latin Pop Airplay            | 31       |
| 2002 | U.S. Billboard Latin Tropical/Salsa Airplay | 11       |